# Phyllobius fessus
Phyllobius fessus är en skalbaggsart som beskrevs av Karl Henrik Boheman 1843. Phyllobius fessus ingår i släktet Phyllobius, och familjen vivlar. Arten har ej påträffats i Sverige.